# Dnd
dnd é um RPG eletrônico. O nome dnd é derivado da abreviatura "D&D" do RPG de mesa original Dungeons & Dragons, que foi lançado em 1974. dnd foi escrito na linguagem de programação TUTOR para o sistema PLATO por Gary Whisenhunt e Ray Wood na Southern Illinois University em 1974 e 1975 Dirk Pellett, da Universidade Estadual de Iowa, e Flint Pellett, da Universidade de Illinois, fizeram melhorias substanciais para o jogo de 1976 a 1985.
dnd é notável por ser o primeiro jogo interativo a apresentar o que mais tarde seria referido como bosses.